# Eva Mori
Eva Mori (13 de março de 1996) é uma voleibolista indoor profissional eslovena. Atualmente defende o Volley Bergamo. Eva Mori defende a seleção nacional de seu país desde 2015.